# Holmes Summit
Holmes Summit är en bergstopp i Antarktis. Den ligger i en del av Östantarktis som Storbritannien gör anspråk på. Toppen på Holmes Summit är 1 875 meter över havet.
Terrängen runt Holmes Summit är huvudsakligen lite kuperad.